# Trần Bình công
Trần Bình công (chữ Hán: 陳平公; trị vì: 777 TCN-755 TCN), tên thật là Quy Tiếp (媯說), là vị vua thứ 10 của nước Trần – chư hầu nhà Chu trong lịch sử Trung Quốc.
Trần Bình công là con thứ của Trần Vũ công – vua thứ 8 nước Trần và em của Trần Di công – vua thứ 9 nước Trần. Năm 778 TCN, Di công mất, Quy Tiếp lên nối ngôi, tức là Trần Bình công.
Sử sách không ghi chép sự kiện xảy ra liên quan tới nước Trần trong thời gian ông làm vua.
Năm 755 TCN, Trần Bình công qua đời. Ông ở ngôi được 23 năm. Con ông là Quy Ngữ lên nối ngôi, tức là Trần Văn công.